# در جنگل شهر
در جنگل شهرها (به آلمانی: Im Dickicht der Städte، که در فارسی در جنگل شهر برگردان شده‌است) نمایشنامه‌ای از نمایشنامه‌نویس نوگرای آلمانی، برتولت برشت است. این نمایش که بین سال‌های ۱۹۲۱ و ۱۹۲۴ نوشته شده‌است، نخستین بار با نام در جنگل (Im Dickicht) و در ۹ مه ۱۹۲۳ در رزیدنتزتئاتر(Residenztheater) در مونیخ به روی صحنه رفت. کارگردان نمایش، اریش انگل و طراح صحنه کاسپار نهر بودند. از بازیگران این نمایش می‌توان به اتو ورنیک در نقش شلینک دلال چوب، اروین فابر در نقش جورج گارگا و ماریا کوپنهوفر در نقش خواهرش مری اشاره کرد. در جنگل در تئاتر دویچس ماکس راینهارت در برلین، جایی که برشت به عنوان نمایشنامه‌نویس مشغول به کار بود، ساخته شد. نمایش در ۲۹ اکتبر ۱۹۲۴ با همان کارگردان و طراح صحنه، اما در نسخه‌ای کوتاه با پیش‌گفتاری نو (که پایین‌تر آورده شده‌است) و با نام جنگل: زوال یک خانواده (Dickicht: Untergang einer Familie) به روی صحنه رفت. فریتز کورتنر در نقش شلینک و والتر فرانک نقش جورج را بازی کردند و فرانزیسکا کینز، پل بیلد، ماتیاس ویمن و گردا مولر نیز از بازیگران آن بودند. بر پایه گفته ویلت و مانهایم نمایش «موفقیت‌آمیز نبود».
برشت نمایشنامه را تقریباً تا به شکل نهایی خود - که اکنون با نام در جنگل شهرها (Im Dickicht der Städte) و عنوان فرعی «مبارزه بین دو مرد در شهر بزرگ شیکاگو» منتشر شده‌است - بازبینی کرد و در سال ۱۹۲۷، در تئاتر Hessisches Landestheater در دارمشتات به کارگردانی کارل ایبرت به روی صحنه برد.
برشت در پیش‌درآمد نمایشنامه به بیننده/خواننده خود می‌گوید:
شما در سال ۱۹۱۲ در شیکاگو هستید. شما در آستانه تماشای یک مسابقه کشتی غیرقابل توضیح بین دو مرد هستید و فروپاشی خانواده‌ای را به تماشا می‌نشینید که از دشت‌ها به جنگل‌های شهر بزرگ نقل مکان کرده‌اند. نگران انگیزه‌های دعوا نباشید؛ برآیندها را از نگاه بگذرانید. شگرد هماوردها را بی‌طرفانه داوری کنید و چشم‌هایتان را بر پایان داستان معطوف کنید.— برتولت برشت

## شخصیت‌های نمایشی
- شلینگ- یک فروشنده چوب مالایی
- جورج گارگا - منشی کتاب در کتابخانه سی. مینز
- جان گارگا - پدر جورج
- مای گارگا - مادر جورج
- مری گارگا - خواهر جورج
- جین لری – تن‌فروش و دوست دختر جورج
- اسکینی- منشی چینی
- کولی کاوچ (بابون) - جاکش
- جی. فینی (کرم) - جاکش و مالک هتل
- پت مانکی - نخستین همسر شیپ
- سی. مینز - صاحب کتابخانه
- افسر ارتش نجات
- اسناب‌نوز (ریغو)
- پیشکار سالن

## نمایش نخست توسط نازی‌ها قطع شد
در جنگل شهرها در ۹ مه ۱۹۲۳ در تئاتر رسیدنتز (Residenztheater) مونیخ با بازی اروین فابر و اتو ورنیکه در نقش‌های اصلی گارگا و شلینک به نمایش درآمد. نمایش نخست چندین بار توسط نازی‌ها، با سر و صدا، سوت و پرتاب بمب‌های بدبو به سمت بازیگران روی صحنه قطع شد که باعث مشکل‌هایی برای موزیکال‌های برشت در دوران جمهوری وایمار شد. نمایش توسط اریش انگل کارگردانی شد - که نخستین همکاری برشت با او بود و سرآغاز پیوند طولانی با برشت که تا زمان مرگ برشت در سال ۱۹۵۶ ادامه داشت، داشت.

## برگردان فارسی
در جنگل شهر نخستین بار توسط محمود حسینی‌زاد در مجموعه‌ای که شامل دو نمایش‌نامه دیگر برشت (بعل و  آوای طبل در شب) نیز بود به فارسی برگردان شد و توسط انتشارات خوارزمی منتشر شد.

## ساخته‌های برجسته
کارگردان پرآوازه آلمانی پیتر اشتاین در سال ۱۹۶۸، زمانی که دستیار کارگردان بود، و پیش از اینکه چند سال بعد نمایش بسیار تأثیرگذار Schaubühne am Halleschen Ufer را در برلین غربی کار کند، یک روگرفت (نسخه) برجسته از در جنگل شهرها را در کامرسپیله مونیخ کارگردانی کرد. دیتر لیزر که برای مخاطبان انگلیسی زبان به خاطر بازی در نقش دکتر جوزف هیتر در فیلم هزارپا (۲۰۱۰) شناخته می‌شود، اولین فیلم خود را در نقش کولی کاوچ بازی کرد.
آل پاچینو در سال ۱۹۷۹ در یک اثر موقتی در تئاتر سیرکل این د اسکوئر در شهر نیویورک به کارگردانی کارگردان برجسته رومانیایی لیویو سیولئی بازی کرد.
جودیت مالینا یک تئاتر زنده از این نمایش را در نیویورک کارگردانی کرد که در ۱۶ دسامبر ۱۹۶۰ افتتاح شد.
در اکتبر ۱۹۹۱، روث برگهاوس این نمایش را در هامبورگ به عنوان بخشی از مجموعه ای از «متن‌های در پیوند»، (که شامل مرگ دانتون اثر بوشنر نیز می‌شد) کارگردانی کرد.

## آثار آمده
- برشت، برتولت. ۱۹۲۷. در جنگل شهرها ترانس. گرهارد نلهوس. در مجموعه نمایشنامه‌ها: یک. اد. جان ویلت و رالف مانهایم برتولت برشت: نمایشنامه، شعر و نثر. لندن: Methuen، ۱۹۷۰.شابک ‎۰−۴۱۶−۰۳۲۸۰-X. پ. ۱۱۷–۱۷۸.
- میچ، تونی. ۱۹۹۴. «نمایشنامه‌های اولیه برشت». در تامسون و ساکس (۱۹۹۴، ۴۳–۵۵).
- مک داول، دبلیو استوارت. ۲۰۰۰. «بازیگری برشت: سال‌های مونیخ»، کتاب منبع برشت، کارول مارتین، هنری بیال، ویراستاران (راتلج) ص. ۷۱–۸۳.شابک ‎۰−۲۰۳−۹۷۹۵۵−۹شابک 0-203-97955-9.
- مک داول، دبلیو استوارت. ۱۹۷۷. "یک نمایش برشت-والنتین: رازهای یک آرایشگاه "، دبلیو استوارت مک داول، مجله هنرهای نمایشی، جلد. ۱، شماره ۳ (زمستان)، صص. ۵.
- تامسون، پیتر و گلندیر ساکس، ویرایش. ۱۹۹۴. همنشین کمبریج برشت. Cambridge Companions to Literature Ser. کمبریج: انتشارات دانشگاه کمبریج.شابک ‎۰−۵۲۱−۴۱۴۴۶−۶شابک 0-521-41446-6.
- ویلت، جان. ۱۹۶۷. تئاتر برتولت برشت: مطالعه ای از هشت جنبه. دور سوم ویرایش لندن: Methuen، ۱۹۷۷.شابک ‎۰−۴۱۳−۳۴۳۶۰-Xشابک 0-413-34360-X.
- ویلت، جان و رالف مانهایم. ۱۹۷۰. پیش‌درآمد و یادداشت تحریریه در مورد متن. در مجموعه نمایشنامه‌ها: یکی اثر برتولت برشت. اد. جان ویلت و رالف مانهایم برتولت برشت: نمایشنامه، شعر و نثر. لندن: Methuen.شابک ‎۰−۴۱۶−۰۳۲۸۰-Xشابک 0-416-03280-X. p.vii–xvii و ۴۴۱–۴۴۹.
- ویلت، جان و رالف مانهایم. ۱۹۷۹. پیش‌درآمد و یادداشت‌های تحریریه. مجموعه نمایشنامه‌ها: دو اثر برتولت برشت. برتولت برشت: نمایشنامه، شعر، نثر سر. لندن: Methuen، ۱۹۹۴.شابک ‎۰−۴۱۳−۶۸۵۶۰−۸شابک 0-413-68560-8.